# МР-184
МР-184 «Лев-218» — советская и российская корабельная система управления артиллерийским огнём. Предназначена для управления артиллерийскими установками калибра 130 мм (АК-130). Обеспечивает стрельбу по надводным, воздушным и береговым целям в условиях применения противником активных и пассивных помех и противолокационных самонаводящихся снарядов.
В состав системы входят двухдиапазонная РЛС сопровождения целей, телевизир, аппаратура селекции подвижных целей и помехозащиты, приборы управления.
Система обеспечивает прием целеуказания, точное измерение координат и параметров движения целей, выработку углов наведения для двух  артиллерийских установок, корректировку стрельбы по всплескам (для морской цели), тренировку личного состава с помощью имитатора цели.

## Конструкция
В состав РЛСУ входят:
- двухдиапазонная РЛС сопровождения целей;
- аппаратура селекции подвижных целей и помехозащиты;
- приборы управления;
- встроенное телевизионно-оптическое устройство.

## Тактико-технические характеристики
По данным: 
- Калибр артиллерийских установок — 130 мм[2]
- Количество артиллерийских установок — 1–2[2]
- Инструментальная дальность — 75 км[2]
- Время реакции от начала сопровождения:
  - по воздушной цели — 7 с[1];
  - по береговой и надводной цели — 15 с[1].
- Пределы наведения:
  - по курсовому углу — 0...360°[1];
  - по углу места — 2...75°[1].
- Масса — 8,5 т[1][2]

## Установки на кораблях
- Крейсера проекта 1144
- Крейсера проекта 1164
- Эсминцы проекта 956
- БПК проекта 1155.1